# Dorylas (Kentaur)

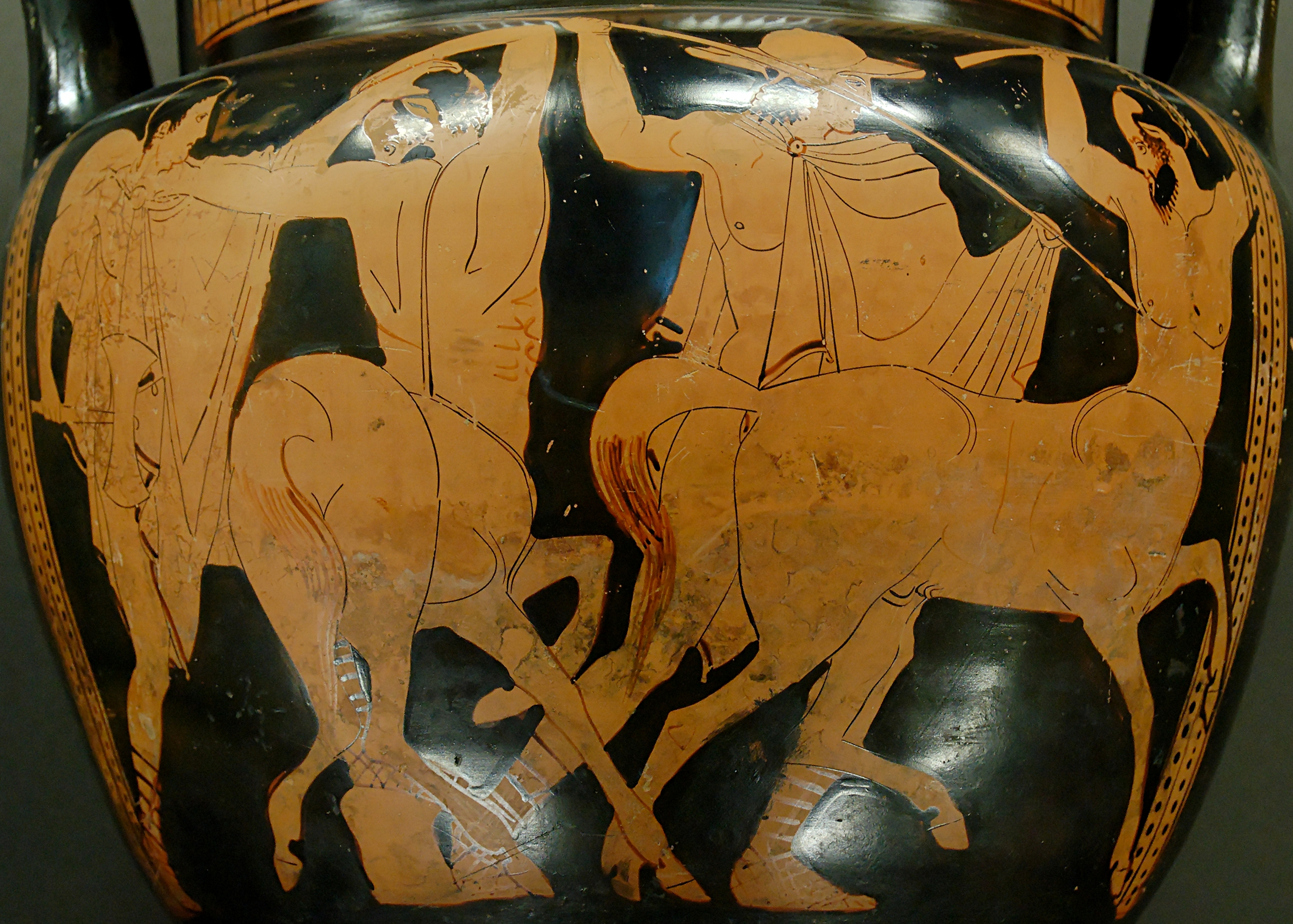
Krater, 5. Jh. v. Chr., Kampfszene

Dorylas ist ein Kentaur. Im griechischen Mythos der Kentauromachie wird er auf der Hochzeit des Lapithen Peirithoos vom Argonauten Peleus getötet. Einzige Quelle sind die Metamorphosen des Ovid.

## Name
Er kommt vom griechischen Δορύλας, Dorýlas; Betonung lateinisch und deutsch Dórylas, da das υ/y der vorletzten Silbe kurz ist. Etymologischer Hintergrund des Namens ist δόρυ, dóry, Baum, Holz, Balken, Lanze, im übertragenen Sinn auch Kriegsgewalt und Krieg. In seinem Namen klingt also an ein mit einem Baum bewaffneter Krieger. Er passt zum Charakter der Kentauren, sind doch aus den ehemaligen Wald- und Berggeistern Halbmenschen geworden, „die in roher Weise mit Felsstücken, Baumstämmen, Feuerbränden oder mit Speeren und Beilen kämpfen.“

## Mythos
Ovid lässt Nestor die Kentauromachie erzählen, war er doch selbst dabei. Peleus tötet nacheinander Demoleon, Phlegraeus, Hyles, Iphinoos und Clanis und schließt nach einem kurzen Intermezzo Nestors seine Siegesserie mit Dorylas ab: „Dorylas teilt ihr Los (Demoleon ... Clanis), der über die Schläfe ein Wolfsfell hatte gedeckt (er trug eine Fellkappe) und trug anstelle verderblicher Waffe krummes Gehörn vom Stier, mit reichlichem Blute gerötet (er kämpfte mit Stierhörnern).“
Nestor verhöhnt danach Dorylas' Hörner, lobt sein Eisen (ferro), wirft den Speer und heftet Dorylas' zum Schutz erhobene Hand an dessen Stirn. Den Rest besorgt dann Peleus, der ihm mit dem Schwert den Bauch aufschlitzt: „Wild springt Dorylas auf und schleift sein Gedärm an der Erde, tritt das geschleifte, zerreißt das getretene, wird mit den Beinen gar noch drinnen verstrickt und fällt mit geleeretem Bauche.“ Das blutige Gemetzel endet abrupt, die nächste Szene – der Untergang des Kentaurenpaars Kyllaros und Hylonome – schließt sich unmittelbar an.
Dorylas ragt aus der Herde heraus durch sein martialisches Aussehen (Wolfsfell) und seine „primitive“ Waffe (Stierhörner), doch im Kampf ist er chancenlos. Sein Todeskampf verläuft in sich steigernden Phasen, der Höhepunkt ist das Herumtrampeln auf seinen Eingeweiden, rhetorisch betont und verstärkt durch zwei Etymologische Figuren (traxit tracta, calcavit calcata) in einem parallelen (Nomina, Verba) Trikolon:
1. „viscera traxit, die Eingeweide zieht er,
2. tractaque calcavit, und das Gezogene tritt er,
3. calcataque rupit; und das Getretene zerreißt er.“

Ovid präsentiert im Kentaurengemetzel immer wieder variantenreich Tötungs- und Todesarten. Diese hier ist ins Groteske gesteigert und trägt unerachtet des grausamen Bilds auch komische Züge.